# Livets konflikter
Livets konflikter (en suec Els conflictes de la vida) és una pel·lícula muda dramàtica sueca del 1913 dirigida per Victor Sjöström i Mauritz Stiller.

## Argument
Han passat trenta anys des que l'amistat d'Otto Berner i Charles von Barton es va trencar perquè Berner va falsificar una signatura. Tots dos són ara políticament actius i es troben en bàndols oposats. El fill de von Barton, Berchtold, ha contret un gran deute de joc i és salvat per la seva germana Lila, que ven les seves joies per pagar-la. Uns dies després, però, torna a estar endeutat. La Lila està enamorada de Carsten Berner i no li ho ha dit al seu pare. Quan s'assabenta d'això, prohibeix més relacions sexuals entre ells.
Berner està a punt de substituir von Barton com a cap de govern, i aquest últim juga la seva carta de triomf: truca als diaris i explica l'incident de fa trenta anys. Al mateix temps, el fill de von Barton ha augmentat els seus deutes de joc i per pagar-los falsifica la signatura del seu pare. El descomptant privat, el mateix home que trenta anys abans, ho descobreix i va a von Barton. von Barton s'adona del que ha fet i atura la publicació del diari. Ha perdut el seu fill, però no vol perdre la seva filla i el seu antic amic. Va a Berner i suggereix que tornin a ser amics.

## Repartiment
- Nils Ahrén - Charles von Barton
- Ivar Kåge - Carsten Berner
- Richard Lund - Berchtold
- Greta Pfeil - Lila
- Victor Sjöström - Otto Berner
- Jenny Tschernichin-Larsson - Mrs. von Barton

## Producció
La pel·lícula es va estrenar el 24 d'octubre 1913 al Verdenspeilet de Kristiània (Noruega). L'estrena sueca va tenir lloc al cinema Cosmorama de GÖteborg el 10 de novembre de 1913. Quan l'obra es va projectar al cinema Röda Kvarn a Estocolm, la pel·lícula va ser acompanyada de música interpretada per l'orquestra de Röda Kvarn amb Gustav Erbs com a arranjador i líder d'orquestra. Com a model, tenIen un manuscrit de l'autor noruec Peter Lykke-Seest. Des del principi, es va pensar que Stiller dirigís la pel·lícula, però a causa d'una malaltia, Sjöström es va fer càrrec de l'encàrrec. L'enregistrament de la pel·lícula va tenir lloc a finals d'estiu de 1913 a l'estudi del Svenska Biografteaterns a Lidingö de Julius Jaenzon. La pel·lícula no s'ha conservat.